# Xtro 2: el retrobament
Xtro 2: el retrobament (títol original: Xtro II: The Second Encounter) és una pel·lícula canadenca que barreja ciència-ficció i terror, i dirigida per Harry Bromley Davenport el 1990. Ha estat doblada al català.

## Argument
En un laboratori situat a 800 metres sota terra, uns científics proven l'experiència d'un viatge a una altra dimensió sota el nom de projecte Nexus. A continuació decideixen d'enviar-hi tres científics. Quan els tres científics arriben a destinació a l'altre món, són literalment atacats per una misteriosa criatura! Només un d'ells arriba a sortir-se'n, però porta una d'aquestes criatures, que, després, neix de l'organisme de la persona supervivent i conquista el laboratori on ha tingut lloc l'experiència. Ataca a continuació la resta del personal. Entre aquests, es troba un grup de mercenaris dirigits pel Doctor Shepard. Són a punt per lluitar contra la bèstia.
Aquest film no té cap punt comú amb el primer Xtro; pel que fa al film, s'inspira clarament en Aliens de James Cameron. No obstant això és Harry Bromley Davenport director del primer Xtro qui realitza aquesta continuació.

## Repartiment
- Jan-Michael Vincent: Dr. Ron Shepard
- Paul Koslo: Dr. Alex Summerfield
- Tara Buckman: Dr. Julie Casserly
- Jano Frandsen: McShane
- Nicholas Lea: Baines
- W.F . Wadden: Jedburg
- Rolf Reynolds: Zunoski
- Nic Amoroso: Mancini
- Bob Wilde: Secretari Kenmore
- Tracy Westerholm: Marshall
- Gerry Nairn: Ford
- Thom Schioler: Hoffman